# Pripjatträsken

Floden Prypjat vid Tjernobyl

Pripjatträsken, även kända som Rokitnoträsken eller Pinskträsken, är ett stort område av våtmarker i gränslandet mellan Polen, Belarus och Ukraina. Den totala arean är nästan 100 000 kvadratkilometer.
Våtmarkerna har sin huvudsakliga avrinning genom floden Prypjat.